# NGC 2513
NGC 2513 este o galaxie eliptică situată în constelația Racul. A fost descoperită în 3 martie 1786 de către William Herschel. Se află la o distanță de 67,2 de megaparseci de Pământ.